# پلین ویل (جورجیا)
پلین ویل، جورجیا (به انگلیسی: Plainville, Georgia) یک شهر در ایالات متحده آمریکا با جمعیت ۳۱۳ نفر است که در جورجیا واقع شده‌است.

## موقعیت جغرافیایی
موقعیت جغرافیایی شهرها و مناطق اطراف به شرح زیر است: